# Liste der italienischen Botschafter in Russland

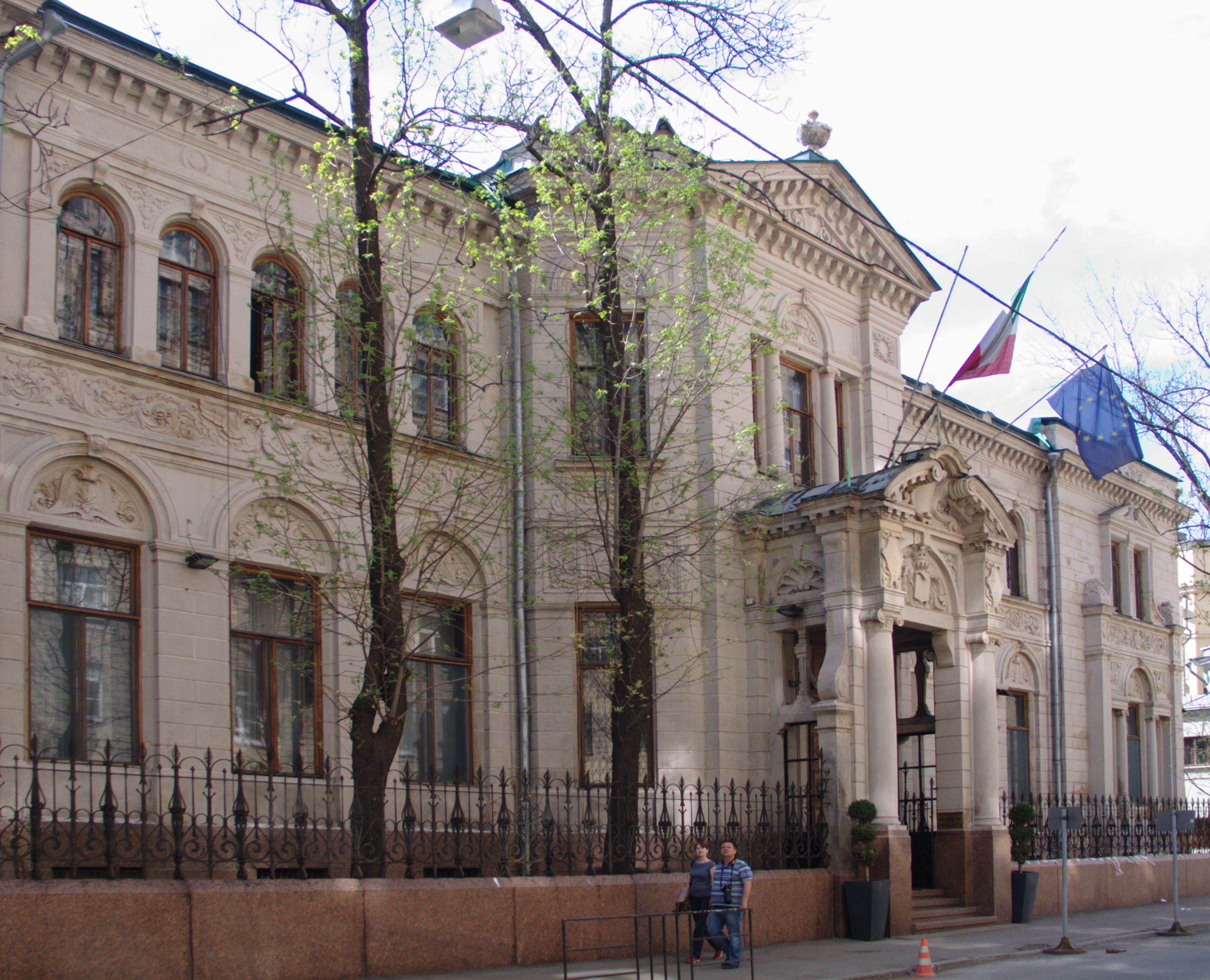
Kanzlei der italienischen Botschaft in Moskau (2010)

Liste der Leiter der italienischen Auslandsvertretung in Sankt Petersburg und Moskau.

## Liste
| Ernennung / Akkreditierung | Name                                      | Bemerkungen | ernannt von                | akkreditiert während der Regierung von | Posten verlassen |
| -------------------------- | ----------------------------------------- | --- | -------------------------- | -------------------------------------- | ---------------- |
| 25. Sep. 1856              | Francesco Maria Sauli                     | (* 1807; † 1893) 1849 Gesandter des Königreich Sardiniens in London, 1849–1852 Abgeordneter von Levanto und von Genua 1853 Senator, Gesandter Sardiniens in Florenz, 1859 Regent der Toskana. Er wurde nach dem Krimkrieg (1853–1856) der Gesandter des Königreich Sardinien im Zarenreich Russland. | Viktor Emanuel II.         | Alexander II.                          |                  |
| 29. Juli 1862              | Filippo Oldoini                           | | Urbano Rattazzi            | Alexander II.                          |                  |
| 12. Feb. 1863              | Gioacchino Pepoli                         | | Marco Minghetti            | Alexander II.                          |                  |
| 13. Nov. 1864              | Edoardo de Launay                         | | Alfonso Ferrero La Marmora | Alexander II.                          |                  |
| 6. Juni 1867               | Camillo di Bella Caracciolo               | | Urbano Rattazzi            | Alexander II.                          |                  |
| 14. Jan. 1870              | Raffaele Ulisse Barbolani                 | | Urbano Rattazzi            | Alexander II.                          |                  |
| 18. Juni 1876              | Costantino Nigra                          | | Agostino Depretis          | Alexander II.                          |                  |
| 6. Dez. 1883               | Giuseppe Greppi                           | | Agostino Depretis          | Alexander III.                         |                  |
| 18. Dez. 1887              | Maurizio Marocchetti                      | | Francesco Crispi           | Alexander III.                         |                  |
| 10. Feb. 1895              | Francesco Curtopassi                      | | Francesco Crispi           | Nikolaus II.                           |                  |
| 9. Mai 1895                | Giulio Silvestrelli                       | | Francesco Crispi           | Nikolaus II.                           |                  |
| 23. Okt. 1895              | Alberto Carlo Maffei di Boglio            | | Francesco Crispi           | Nikolaus II.                           |                  |
| 21. Nov. 1897              | Roberto Morra di Lavriano e della Montà   | | Antonio Starabba di Rudinì | Nikolaus II.                           |                  |
| 16. Juli 1904              | Giulio Malegari                           | | Giovanni Giolitti          | Nikolaus II.                           |                  |
| 13. Feb. 1913              | Andrea Carlotti di Riparbella             | (* 1864; † 1920) | Giovanni Giolitti          | Nikolaus II.                           |                  |
| 17. Nov. 1917              | Pietro Tomasi della Torretta              | zunächst Leiter einer Handelsdelegation anschließend Gesandter | Vittorio Emanuele Orlando  | Wladimir Lenin                         |                  |
| 12. Jan. 1923              | Giovanni Amadori                          | | Benito Mussolini           | Alexei Rykow                           |                  |
| 28. Mai 1923               | Renato Piacentini                         | | Benito Mussolini           | Alexei Rykow                           |                  |
| 13. Okt. 1923              | Gaetano Paternó di Manchi di Bilici       | | Benito Mussolini           | Alexei Rykow                           |                  |
| 2. Feb. 1924               | Gaetano Manzoni                           | | Benito Mussolini           | Alexei Rykow                           |                  |
| 6. Feb. 1927               | Vittorio Cerruti                          | | Benito Mussolini           | Alexei Rykow                           |                  |
| 12. Mai 1930               | Bernardo Attolico                         | | Benito Mussolini           | Wjatscheslaw Molotow                   |                  |
| 26. Juli 1935              | Pietro Aronè                              | | Benito Mussolini           | Wjatscheslaw Molotow                   |                  |
| 18. Juni 1936              | Augusto Giacometti Rosso                  | | Benito Mussolini           | Wjatscheslaw Molotow                   |                  |
| 20. Juli 1945              | Pietro Quaroni                            | | Ferruccio Parri            | Josef Stalin                           |                  |
| 11. Dez. 1946              | Manlio Brosio                             | | Ferruccio Parri            | Josef Stalin                           |                  |
| 20. Dez. 1951              | Mario di Stefano                          | | Ferruccio Parri            | Josef Stalin                           |                  |
| 25. Juli 1958              | Luca Pietromarchi                         | | Amintore Fanfani           | Nikita Chruschtschow                   |                  |
| 5. Mai 1961                | Carlo Alberto Straneo                     | | Fernando Tambroni          | Nikita Chruschtschow                   |                  |
| 3. Dez. 1964               | Federico Sensi                            | | Giovanni Leone             | Leonid Breschnew                       |                  |
| 19. März 1973              | Pietro Vinci                              | | Mariano Rumor              | Leonid Breschnew                       |                  |
| 12. Aug. 1975              | Enrico Aillaud                            | | Aldo Moro                  | Leonid Breschnew                       |                  |
| 28. Apr. 1977              | Giuseppe Walter Maccotta                  | | Giulio Andreotti           | Leonid Breschnew                       |                  |
| 18. Mai 1981               | Giovanni Migliuolo                        | | Giovanni Spadolini         | Leonid Breschnew                       |                  |
| 20. Sep. 1985              | Sergio Romano                             | | Bettino Craxi              | Andrei Gromyko                         |                  |
| 15. Mai 1989               | Ferdinando Salleo                         | | Giulio Andreotti           | Michail Gorbatschow                    |                  |
| 12. Jan. 1992              | Ferdinando Salleo                         | | Giuliano Amato             | Boris Jelzin                           |                  |
| 12. Mai 1993               | Federico di Roberto                       | | Carlo Azeglio Ciampi       | Boris Jelzin                           |                  |
| 1. Feb. 1996               | Emanuele Scamacca del Murgo e dell’Angone | | Romano Prodi               | Boris Jelzin                           |                  |
| 22. Juni 1999              | Giancarlo Aragona                         | | Massimo D’Alema            | Boris Jelzin                           |                  |
| 5. Nov. 2001               | Gianfranco Facco Bonetti                  | | Silvio Berlusconi          | Wladimir Putin                         |                  |
| 22. Apr. 2006              | Vittorio Claudio Surdo                    | | Romano Prodi               | Wladimir Putin                         |                  |
| Dez. 2010                  | Antonio Zanardi Landi                     | | Silvio Berlusconi          | Dmitri Medwedew                        |                  |